# Bahía de Angra do Heroísmo
Bahía de Angra do Heroísmo (en portugués: Baía de Angra do Heroísmo) se localiza en la ciudad de Angra do Heroísmo, en la costa sur de la isla de Terceira, en el Archipiélago de las Azores. Sus aguas tienen una profundidad media de 40 metros.
Se reviste de importancia histórica una vez que, a partir del siglo XV, fue el puerto de abrigo de las naves con rutas a la India - cargadas de oro, plata, porcelanas, especias y otras mercancías -, que aquí aguardaban la reunión de las flotas para seguir con escolta de la Armada de las ilhas hasta el Reino.